# Plastična kirurgija oka
Plastika oka ili plastična kirurgija oka, uključuje široku paletu kirurških zahvata koji se bave očnom šupljinom, očnim kapcima, suznim kanalima i licem. Također se bavi rekonstrukcijom oka i pridruženih struktura.

## Specijalizacija
Kirurzi izučeni za plastične kirurške zahvate oka uključuju neke okuliste, plastične kirurge, čeljusne kirurge i otorinolaringologe. U Sjedinjenim Američkim Državama, nakon dvogodišnje specijalizacije u plastičnoj kirurgiji oka odgovorni su najvećem okuloplastičnom udruženju na svijetu, Američkom društvu očne plastike i rekonstruktivne kirurgije.

### Zahvati u plastičnoj kirurgiji oka
Plastični kirurzi oka izvode zahvate kao što su podizanje spuštenih kapaka, rješavanje opstrukcija suznog kanala, operacije prijeloma očne šupljine, odstranjenje tumora oka i oko oka, postupci pomlađivanja lica uključujući lasersko obnavljanje kože, zatezanje očiju, podizanje obrva, čak i podizanje obraza.
Uobičajeni postupci su:

### Kirurgija očnih kapaka
Uvrtanje kapaka, izvrtanje kapaka, spušteni kapak i tumori očnih kapaka se obično tretiraju različitim kirurškim tehnikama.
- Blefaroplastika je plastična kirurgija vjeđa koja uklanja suvišnu kožu ili potkožnu mast.
- Azijska blefaroplastika
- Podizanje spuštenih kapaka
- Operacije izvrnutih kapaka
- Operacije uvrnutih kapaka
- Resekcija kantusa
- Kantektomija je kirurško odstranjenje tkiva na spojnicama gornjih i donjih očnih kapaka
- Kantoliza je kirurška podjela kantusa
- Kantopeksija
- Kantoplastika je plastična kirurgija kantusa
- Kantorafija je šivanje vanjskog kantusa radi skraćivanja očnog rascjepa
- Kantotomija je kirurška podjela kantusa, obično vanjskog kantusa
- Lateralna kantotomija je kirurška podjela vanjskog kantusa
- Epikantoplastika
- Tarsorafija je postupak u kojem se očni kapci djelomično zašiju da se suzi očni rascjep
- Odstranjenje tumora očnih kapaka ( kao što je karcinom bazalnih stanica ili karcinom skvamoznih stanica)

### Kirurgija suznog aparata
- DCR ( Dakriocistorinostomija)
- Kanalikulodakriocistostomija je kirurška korekcija prirođene opstrukcije suznog kanala gdje se zatvoreni segment izreže i otvoreni kraj se spoji sa suznom vrećom
- Kanalikulotomija uključuje rascjep suznih točkica i kanalića radi olakšanja pojačanog suzenja
- Dakriodenektomija je kirurško odstranjenje suzne žlijezde
- Dakriocistektomija je kirurško odstranjenje dijela suzne vreće
- Dakriocistorinostomija (DCR) ili dakriocistorinotomija je postupak odvođenja toka suza u nos iz suzne vreće kada nazolakrimalni kanal ne funkcionira
- Dakriocistostomija je zasijecanje suzne vreća radi omogućavanja drenaže
- Dakriocistostomija je zasijecanje suzne vreće

### Odstranjenje oka
- Enukleacija je odstranjenje oka ostavljajući očne mišiće i preostali sadržaj očne šupljine netaknutim.
- Evisceracija je odstranjenje sadržaja oka ostavljajući bjeloočnicu nedirnutom. Obično se izvodi kako bi se smanjila bol u slijepom oku.
- Egzenteracija očne šupljine je odstranjenje cijelog unutarnjeg sadržaja očne šupljine, uključujući oko, vanjske očne mišiće, mast i tkivo spojnice; uglavnom zbog malignih očnih tumora.

### Rekonstrukcija očne šupljine
- Očna proteza (umjetno oko) je proteza koja zamjenjuje očnu jabučicu, ili očnu jabučicu s kapcima
- Dekompresija očne šupljine - redukcija volumena očne šupljine koja zna biti jako povećan kod distireoidne orbitopatije.

### Ostalo
- Botox injekcije
- Ultrapiling mikrodermabrazija
- Endoskopija čela i podizanje obrva
- Zatezanje lica
- Liposukcija lica i vrata
- Plastika obrva

## Smjernice
- «Oculoplastics». (http://www.eyemdlink.com/EyeProcedure.asp?EyeProcedureID=4  Arhivirana inačica izvorne stranice od 28. travnja 2008. (Wayback Machine) )    EyeMDLink.com.Accessed September 23,2006.
- «Eyelid Surgery .» (http://www.iupui.edu/-ophtal/html/eyes_eyelidesurgery.html%5Bneaktivna+poveznica%5D) Indiana University Department of Ophtalmology. Accessed October 19, 2006.